# Manegueta (nàutica)

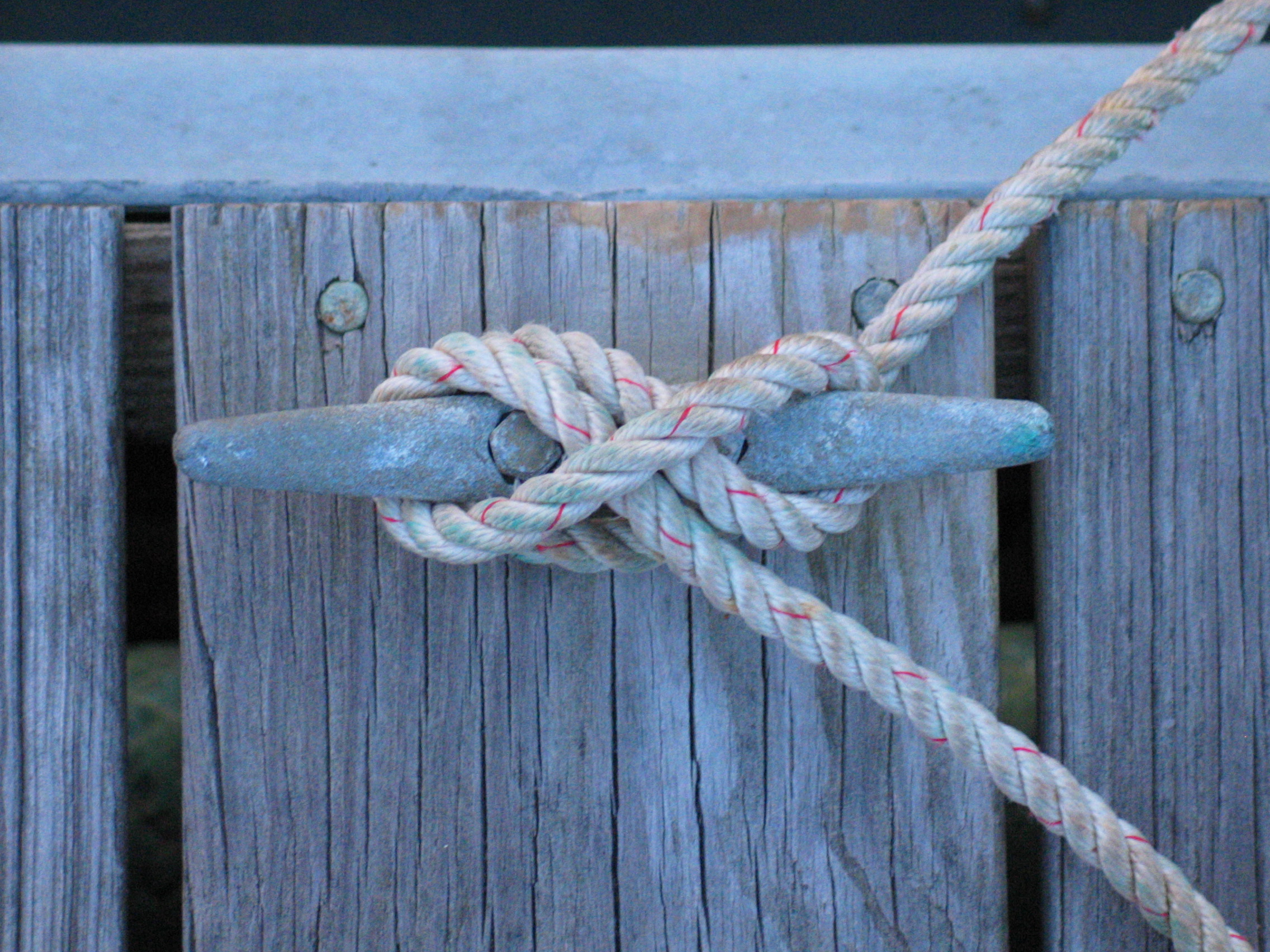
Cap d'amarrament lligat a una manegueta. Vegeu la darrera volta mossegada. La volta mossegada s'hauria de fer sobre l'altra banya de la manegueta, deixant els caps de la corda en costats oposats.

Una manegueta, serreta o cornamusa és una peça en forma de T molt aixafada que permet amarrar el cap d'una corda.
Tradicionalment construïdes de fusta, les maneguetes es fabriquen també de plàstic o d'aliatges metàl·lics.

## Variants
Hi ha dues variants principals: les maneguetes fixes i les maneguetes plegables.

### Maneguetes fixes
Les maneguetes tradicionals són fixes. Un cop fixades a la coberta, arbre, botavara,...etc., no es mouen de cap manera. Es tracta d’elements resistents i fiables. Un possible inconvenient és que sobresurten de l'element sobre el qual van muntades.

### Maneguetes plegables
Algunes maneguetes modernes tenen dues posicions: posició plegada i posició de treball. En posició plegada presenten un aspecte pla, arran de la superfície de muntatge. Un cop desplegades s'assemblen a les maneguetes fixes.
Les maneguetes fixes són un perill potencial pel fet de sobre-surtir. Les maneguetes plegables eliminen aquest risc però poden ser perilloses de manipular.

## Maneguetes mossegadores

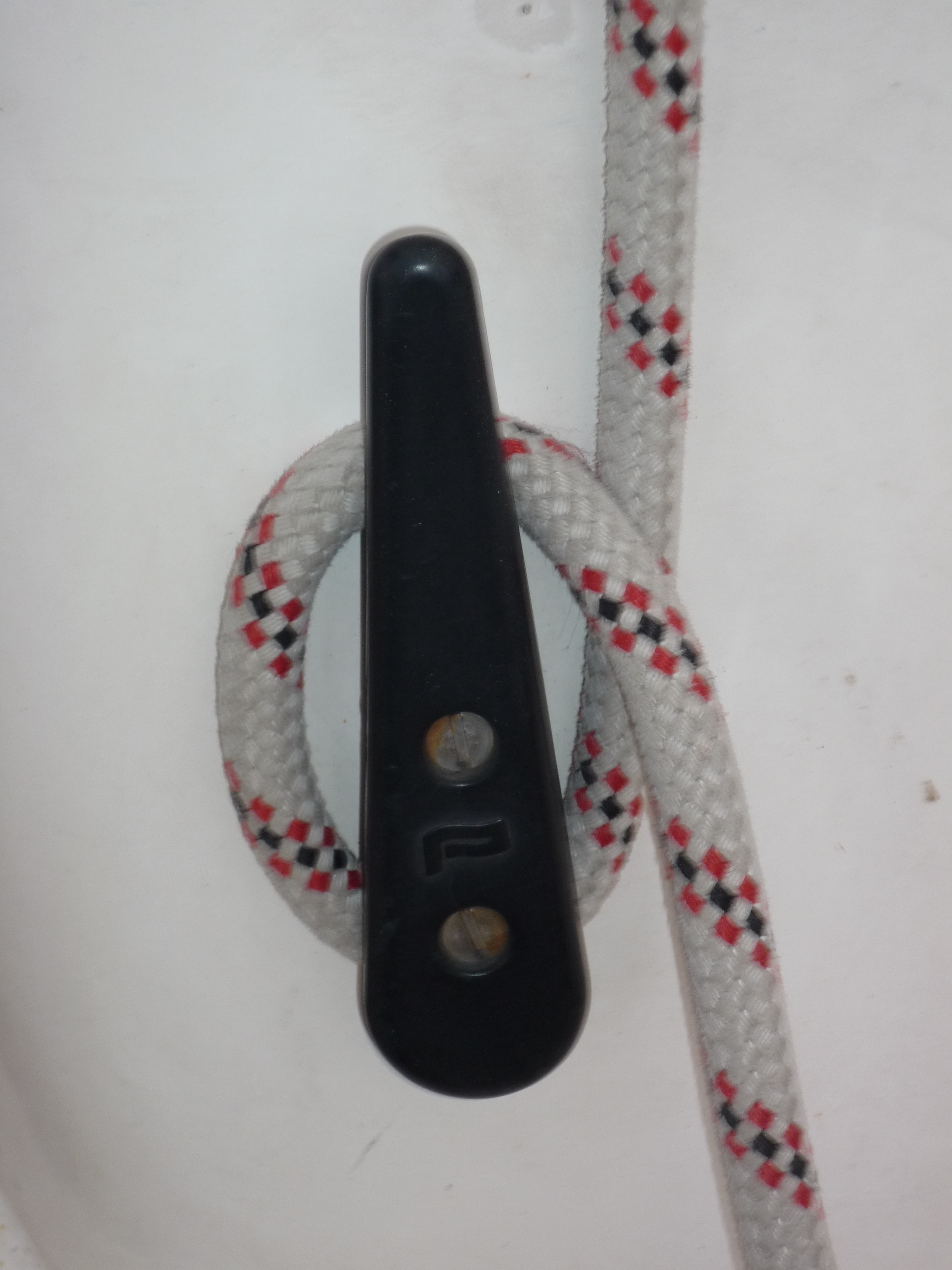
Manegueta mossegadora.

Una variant de les maneguetes clàssiques amb dues banyes simètriques és la de les maneguetes mossegadores o de rampa. Una de les banyes queda molt propera a la superfície d’ancoratge de la manegueta i presenta una inclinació apropiada. D’aquesta manera és possible empresonar una corda directament, forçant-la entre la rampa inclinada i la superfície d’ancoratge.

## Mordassa
Un dispositiu que fa una funció semblant a la manegueta és la mordassa nàutica. L’objecte d’una manegueta és poder immobilitzar el cap d’una corda de maniobra (drissa, escota, ...). Hi ha tres variants de mordassa:
- la mordassa de lleves amb ressort
- la mordassa de palanca
- la mordassa fixa

A les variants anteriors (que es basen en el fregament) podria afegir-se el fiador per tancament de forma (emprat en moltes drisses).

### Mordasses amb molles

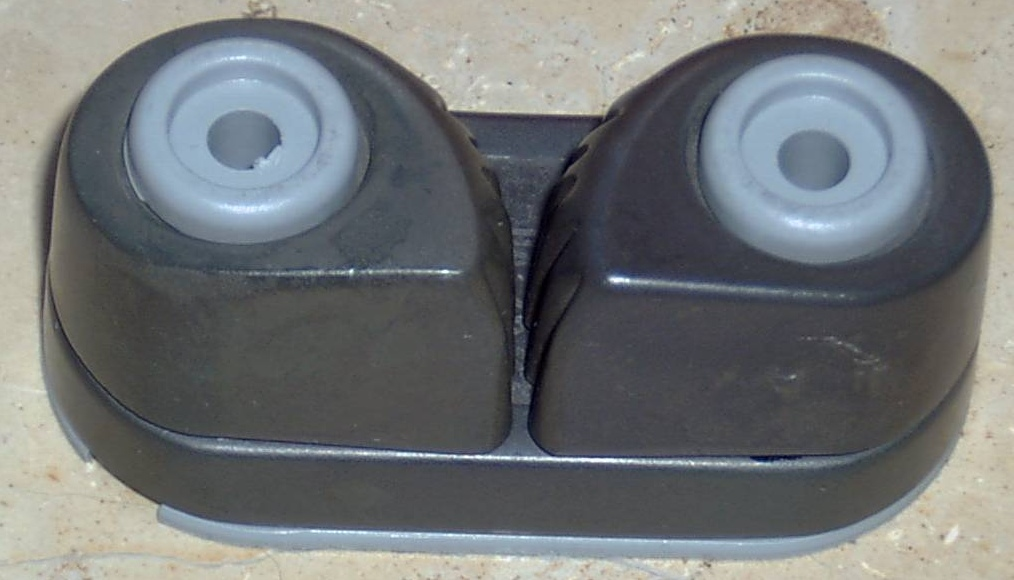
Mordassa de dues lleves amb molles. Vegeu les lleves amb una part estriada i els forats per a passar els cargols de subjecció.

Estan formades per una o dues lleves que poden girar sobre eixos respectius i paral·lels. Una molla interna fa que girin sobre l'eix fins a topar una contra l’altra, formant un cert angle. Si la mordassa és de lleva única va a topar contra una superfície plana. Hi ha mordasses amb un passa-caps incorporat.
Les mordasses amb molles foren inventades per Manfred Curry l'any 1920.

#### Funcionament
Un cap de corda introduït entre les dues lleves fa que se separin i pressionin la corda amb una força molt petita. Si hi ha una força que estira la corda, les lleves es mouen amb tendència a tancar-se i (per fregament i geometria) i impedeixen el moviment de la corda. Per a amollar la corda cal treure-la de la mordassa. Per a caçar-la es pot fer directament estirant (les mordasses s'afluixen i permeten el moviment en el sentit indicat).

### Mordasses de palanca
Hi ha diversos models de mordasses de palanca. Individuals o agrupades en paral·lel. Es basen en una palanca que pressiona una lleva. Aquesta lleva pressiona la corda contra un topall i la subjecta amb fermesa. La denominació genèrica en anglès és "rope-clutches".

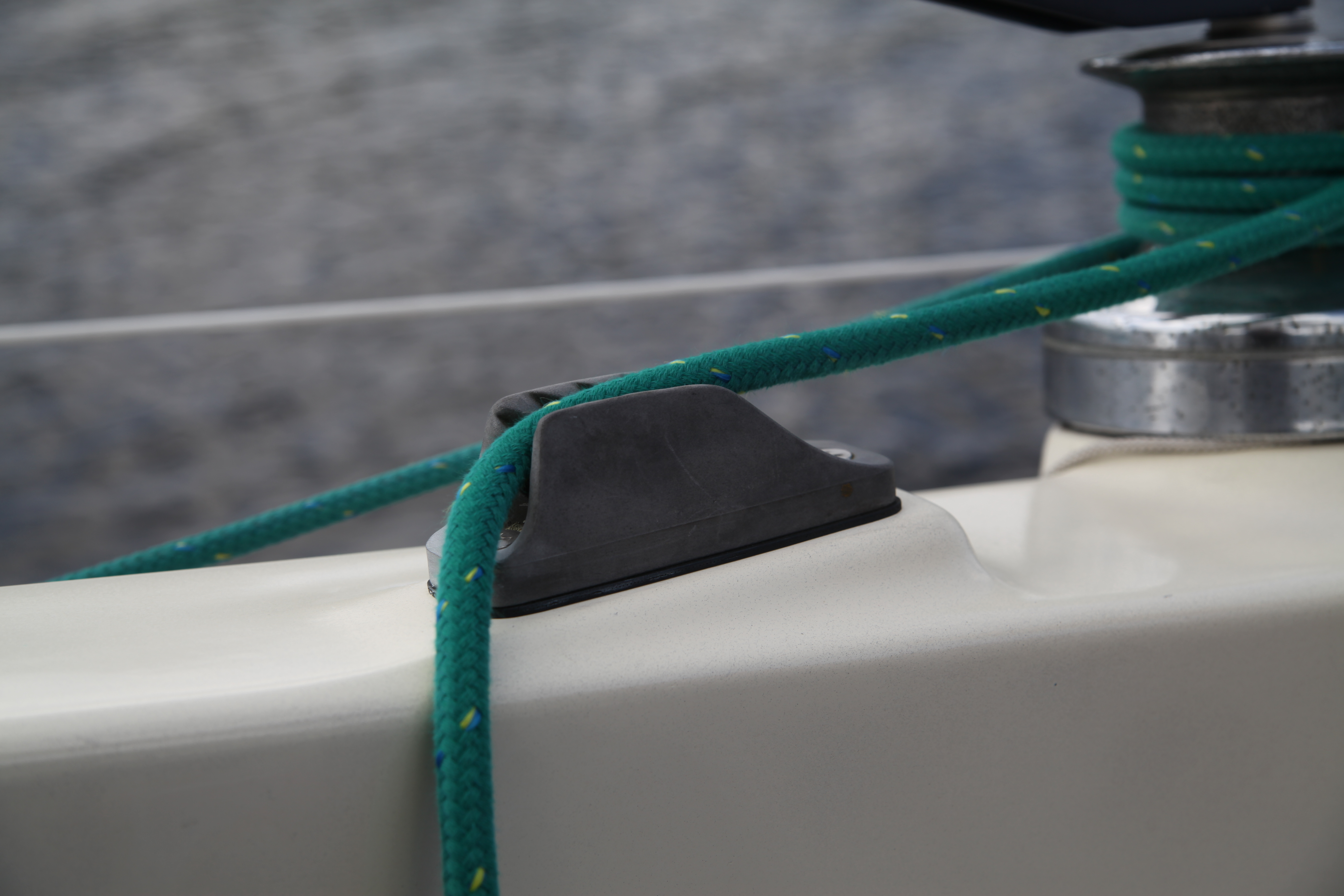
Mordassa senzilla fixa.

### Mordasses fixes
Hi ha diversos models que es basen en una peça única en forma de doble pla inclinat i estriat que enganxa la corda i la subjecta.

### Subjecció per tancament de forma
La corda pot passar per una guia oberta però queda retinguda per una bola o peça similar de diàmetre superior. En el cas d’una drissa, per exemple, la vela es pot hissar a dalt de tot (amb la bola o fiador per fora de la guia), Un cop hissada la vela cal apropar la drissa al pal i situar la bola de retenció per sota de la placa de retenció. La tensió sobre la drissa minva una mica però la vela queda retinguda pel fiador. La part de la drissa per sota del fiador no experimenta cap tensió (la força de la drissa sobre el pal passa a ser la meitat). A més, amb una part de la drissa sota tensió molt curta, s'eliminen els allargaments indesitjables.